# Ácido metilfosfônico de metilo
Ácido metilfosfônico de metilo é um organofosforado de formula C2H7O3P. 